# Greg Thomson
Gregory „Greg“ Thomson (* 28. Mai 1963 in Edmonton, Alberta) ist ein deutsch-kanadischer Eishockeytrainer. Zwischen Dezember 2016 und April 2021 war er Co-Trainer bei den Kölner Haien. Während seiner Spielerkarriere stand er unter anderem für die Krefeld Pinguine und die Frankfurt Lions aus der Deutschen Eishockey Liga aktiv war. Des Weiteren absolvierte er 1993 sechs Länderspiele für die deutsche Nationalmannschaft.

## Karriere

### Als Spieler
Thomson begann seine Karriere 1980 in der kanadischen Juniorenliga Western Hockey League bei den Billings Bighorns, für die er in zwei Jahren, in denen er bei den Billings unter Vertrag stand, jedoch nur fünf Spiele absolvierte. In der Saison 1985/86 stand der Linksschütze beim EC Hannover unter Vertrag, was zugleich seine erste Karrierestation in Deutschland war. Dort fungierte er zudem als Mannschaftskapitän. Drei Spielzeiten später konnte er mit dem EC Hannover in die 2. Bundesliga aufsteigen. Der gelernte Verteidiger gehörte damals zu den teamintern besten Scorern und konnte in seiner ersten Saison in der zweithöchsten deutschen Spielklasse in 32 Partien 40 Punkte erzielen. In den folgenden Jahren konnte er seine Punkteausbeute kontinuierlich steigern und kam in insgesamt 113 Spielen auf 157 Scorerpunkte.
Im Sommer 1992 schloss er sich dem Krefelder EV an, mit dem er 1994 Gründungsmitglied der Deutschen Eishockey Liga war. Zum Ende der Spielzeit 1994/95 wurde sein Vertrag in Krefeld nicht verlängert und so wechselte er zum Ligakonkurrenten Frankfurt Lions, bei denen er zwei Jahre spielte. Anschließend unterschrieb er einen Vertrag bei den Hamburg Crocodiles. Dort beendete er 1999 seine aktive Eishockeykarriere im Alter von 36 Jahren. Im Eisstadion am Pferdeturm hängt seine Rückennummer 15 unter dem Stadiondach.

### Als Trainer
Sein erstes Team, welches er als Trainer betreute, waren die Hannover Indians, für die er bereits als Spieler sieben Jahre tätig war. In den Jahren zwischen 2002 und 2006 stand er bei den Indians hinter der Bande, die in dieser Zeit in der Oberliga spielten. Im Dezember 2007 wechselte der gebürtige Kanadier zum ERC Ingolstadt, wo er fortan als Co-Trainer arbeitete. Ende November 2008 übernahm er in Ingolstadt schließlich das Amt des Trainers. Dort hatte er Benoît Laporte beerbt, unter dem er zuvor noch als Co-Trainer tätig war. In der Saison 2009/2010 arbeitete er unter Bob Manno wiederum zunächst als Co-Trainer, um im Februar nach dessen Entlassung die Mannschaft in das Halbfinale der DEL-Play-offs zu führen. Ab der Saison 2010/11 war er bis zum 4. Oktober 2010 Cheftrainer beim ERC Ingolstadt. Zur Saison 2012/2013 wurde Thomson als Co-Trainer der Augsburger Panther neben Cheftrainer Larry Mitchell vorgestellt. Sein erstes Spiel als Cheftrainer, nach der Entlassung von Mitchell, bestritt Greg Thomson am 5. Dezember 2014 gegen die Straubing Tigers. Er blieb bis Saisonende 2014/15 bei den Panthern im Amt.
Im August 2015 wurde er zum Cheftrainer der japanischen Nationalmannschaft ernannt. Bei der U20-WM (Division 1, A-Gruppe) im Jahr 2011 und bei der WM der Division 1 A-Gruppe in Krakau 2015 hatte er als Assistent zuvor unter Mark Mahon bei zwei Turnieren bereits zum Trainerstab Japans gehört. Am 23. Dezember 2016 gaben die Kölner Haie Thomsons Verpflichtung als Co-Trainer bekannt und hatte dieses Amt bis zum Ende der Saison 2020/21 inne. Im August 2022 wechselte er als Leiter der Nachwuchsarbeit und Trainer der U23-Mannschaft zu den EC Hannover Indians.